# InterSystems Caché
InterSystems Caché ist eine proprietäre, im Kern hierarchische Datenbank von InterSystems. Die erste Version wurde im Jahr 1997 eingeführt. InterSystems bezeichnet das Konzept als postrelational. InterSystems Caché vereint eine objektorientierte Datenbank, Hochleistungs-SQL und einen multidimensionalen Datenzugriff, wobei mit allen Methoden gleichzeitig auf dieselben Daten zugegriffen werden kann.
Teil des Datenbanksystems ist die proprietäre Programmiersprache Caché ObjectScript, die im Wesentlichen aus MUMPS hervorgegangen ist. Die Besonderheit dieser vollständigen Programmiersprache stellen die sogenannten Globals dar, eine von Caché ObjectScript verwendete Art von Variablen, die persistent in der Datenbank gespeichert werden und mehrere Hierarchieebenen umfassen können. Als Indizes sind dabei nicht nur Zahlen, sondern auch beliebige Zeichenketten erlaubt. Mit Hilfe von Caché ObjectScript können darüber hinaus auch SQL-Anweisungen eingebettet oder Methoden für die eigenen Datenbankklassen geschrieben werden. Bei entsprechender Konfiguration können diese Methoden auch extern z. B. mit Java aufgerufen werden.
InterSystems Caché verfügt auch über einen Applikationsserver für objektorientierte Programmierung.

## Webkomponenten
InterSystems Caché enthält Caché Server Pages (CSP), Intersystems ZEN und Web Services.
- Caché Server Pages (CSP) dienen im Wesentlichen zur einfachen dynamischen Erzeugung von HTML- und XML-Ausgaben eines Webservers.
- Die Technologie InterSystems ZEN ermöglicht eine schnelle Entwicklung von Rich Internet Application.
- InterSystems Caché hat das Konzept Webservice implementiert.